# Liliana Ghervasuc
Liliana Ghervasuc (n. 11 mai 1969, Săveni, județul Botoșani) este Președintele Consiliului de Administrație al Loteriei Române din 2006.
Liliana Ghervasuc, deși activează ca Director General al Loteriei Române din 2006, a devenit cunoscută pe plan național când cei de la postul de televiziune OTV au presupus că tragerea la Loto 6/49 din 12 august 2007 a fost măsluită și au invitat-o într-un talkshow transmis în direct.

## Declarații
- Declarație de avere
- Declarație de interese